# Тест оралног оптерећења глукозом
Тест оралног оптерећења глукозом или орално оптерећење глукозом или тест оралне подношљивости глукозе (ОГТТ), једна је од метода у ендокринологији којом се утврђује да ли се код болесника ради о шећерној болести (дијабетесу мелитусу) или је оштећена толеранција на глукозу.
СЗО препоручује извођење овог теста за постављање дијагнозе хипергликемије, код особа са гликемијом наште између 6,1–6,9 mmol/L, ради одређивања стања глукозне толеранције, док Америчко удружење дијабетичара (АДА) не препоручује употребу ове методе, осим у постављању дијагнозе гестационог дијабетеса.

## Општа разматрања
Код јасне клиничке слике и високе концентрације глукозе у крви, дијагноза шећерне болести је једноставна. Међутим код особа са сумњом на шећерну болест треба следити смернице за дијагностику шећерне болести, на основу којих нас симптоми требају навести да посумњамо на шећерну болест, која се релативно лако можемо утврдити одређивањем концентрације глукозе у крви.
Као најважнији критеријум обично се узима концентрација глукозе у крви наташте — 7,0 mmol/L или више у два независна налаза. Ако је вредност нижа од 7,0 mmol/L, а има елемената за сумњу на шећерну болест треба урадити орални тест оптерећења глукозом (ОГТТ).
Овим тестом одређују се вредност шећера у крви 120 минута након узимања оброка и ако је она 11,1 mmol/L или више (у два одвојена испитивања), код испитаника се ради се о шећерној болести.
Дијагностички критеријуми СЗО за шећерну болест и стања хипергликемије
| Стања хипергликемије                                                | Гликемија наташте | Плазма глукоза у 120 мин OGTT-а, |
| ------------------------------------------------------------------- | ----------------- | -------------------------------- |
| Шећерна болест                                                      | ≥ 7,0 mmol/L      | ≥ 11,1 mmol/L                    |
| Интолеранција на глукозу (IGT; impaired glucose tolerance)          | < 7,0 mmol/L      | ≥7.8 и < 11,1 mmol/L             |
| Оштећена гликемија наташте у плазми (IFG; impaired fasting glucose) | 6,1 до 6,9 mmol/L | < 7,8 mmol/L                     |

## Извођење теста

### Време извођења теста и припрема
ОГТТ се изводи ујутро. Пацијент треба 3 дана пре извођења теста да узима храну богату угљеним хидратима (више од 150 грама на дан). Четири дана пре извођења теста пацијент не сме (у договору са лекаром) узимати лекове који утичу на метаболизам глукозе. Десет сати пре извођења теста пацијент не сме ништа да једе, пуши, нити да се физички оптерећује. Тридесет минута пре извођења теста пацијент треба да мирује.

### Начин узорковања
Након узимања првог (нултог)  узорка крви (узорак наташте)  којим се одређује ниво глукозе у телу (након 10 сати гладовања); пацијенту се даје 75 грама глукозе у око 300 ml воде. Деци се даје 1,5 грама глукозе на кг телесне масе, али максимално 75 грама. 
Истовремено са првим узимањем крви узима се и узорак мокраће за анализу глукозе и кетонских тела (чији позитивни резултати су контраиндикација за извођење теста).
Током теста пацијент мора да мирује, не сме ништа да једе нити да пуши.
Трајање тесте
Извођење теста траје најмање два часа, а заснива се на мерењу концентрација глукозе у крви и мокраћи у одређеним временским периодима. (0мин, 30, 60, 90 и 120 (180) мин), након испијања растворене глукозе;
Код трудница
Код трудница мерење концентрације глукозе у крви врши се у времену: 0 min, 30 min, 60 min, 120 min, (мерењу концентрација глукозе у мокраћи врши се на почетку и на крају теста).
Код осталих болесника
Код осталих болесника мерење концентрације глукозе у крви врши се у времену: 0 min и 120 min (мерењу концентрација глукозе у мокраћи врши се на почетку и на крају теста).
Након завршеног теста, препоручује се уобичајени оброк.

### Лажно позитивни и лажно негативни резултати ОГТТ
Лажно позитиван резулати могу се јавити код особа:
- које су узимале лекове (нпр диуретике, лаксативе, контрацептиве)
- са чиром на дванаестопалачном цреву
- са ниским уносом угљених хидрата претходних дана.[7]

Лажно негативни резултати могу се јавити код:
- малапсорпција,
- особа које узимају лекове (хипогликемијска терапија)
- физичких активности,
- пушења дувана током фазе тестирања.

## Резултати
Вредности ОГТТ-а код шећерне болести и поремећаја толеранције глукозе приказане су на овим табелема:
Концентрација глукозе у mmol/L код шећерне болести
| Време мерења  | Пуна венска крв | Пуна капиларна крв | Венска плазма | Капиларна плазма |
| ------------- | --------------- | ------------------ | ------------- | ---------------- |
| Наташте       | ≥6,1            | ≥6,1               | ≥7            | ≥7               |
| 120 min. OGTT | ≥10.0           | ≥11,1              | ≥11,1         | ≥12,2            |

Концентрација глукозе у mmol/L код поремећаја толеранције глукозе
| Време мерења  | Пуна венска крв | Пуна капиларна крв | Венска плазма | Капиларна плазма |
| ------------- | --------------- | ------------------ | ------------- | ---------------- |
| Наташте       | ≤6,1            | ≤6,1               | ≤6,1          | ≤6,1             |
| 120 min. OGTT | 6,7-10.0        | 7,8-10.0           | 7,8-11.1      | 8.9-12.2         |

Снижене вредности ОГТТ-а могу се наћи у септикемије, вирусном хепатитису, раку панкреаса, феохромацитому, хипертироидизма, акромегалијом, хиперфункција коре надбубрежне жлезде, синдрому полицистичких јајника, хиперлипопротеинамији, хепатоцелуларној дегенерацији, цистичној фибрози, таласемији, цирози, хроничном панкреатитису, акутном и хроничном оштећењу бубрега, реуматоидном артритису.

## Примена теста оралног оптерећења глукозом у гестационом дијабетесу
Гестациони дијабетес је облик шећерне болести, који настаје услед неадекватне секреције инсулина и продукције хормона постељице који блокирају његово дејство. Јавља се током трудноће и дијагностикује се углавном после 24. недеље трудноће, мада може и раније.
Етиопатогенеза
У току трудноће, између 8 и 12 недеље од зачећа, нормално долази до пада јутарњих гликемија наташте и пораста вредности глукозе у крви после оброка (постпрандијално). На крају другог триместра трудноће, осетљивост ћелија масног и мишићног ткива на инсулин се смањује за скоро 50% (што је слично као код дијабетеса тип 2). У том периоду метаболизам глукозе и вредности шећера у крви зависе од функционалне активности ћелија панкреаса, које су задужене за лучење инсулина (бета ћелије панкреаса) и њихове могућности да компензују насталу неосетљивост (резистенцију) на инсулин. Секреција инсулина се практично утростручавају што је омогућено повећањем броја и величине бета ћелија.
У току трудноће смањена осетљивост ткива на инсулин имају за циљ да потпомогну раст и развој плода. Повећање глукозе у крви мајке после оброка помаже њен трансфер ка плоду (Фетусу). Ова метаболичка дешавања, карактеристична за II и III триместер трудноће, последица су лучења хормона постељице - плацентарног лактогена и прогестерона. Ови хормони отежавају искоришћавање глукозе у ћелијама и смањују активност инсулина услед чега долази до повећане разградње мајчиних масти и беланчевина. Тако се остварује повећано допремање све хранљивих материја (глукозе, масних киселина и аминокиселина) ка фетусу, које су иначе неопходне за његов нормалан раст и развој.
У случају да бета ћелије панкреаса труднице нису у стању да излуче довољне количине инсулина, долази до пораста вредности шећера у крви и појаве гестацијског дијабетеса.
Фактори ризика
Фактори ризика за појаву овог типа шећерне болести су: труднице старије од 25 година, присутна гојазност (> 120% од идеалне телесне тежине), породична анамнеза за дијабетес, дијабетес у претходним трудноћама, беба тежа од 4000 грама (макросомија) или смрт бебе у претходној трудноћи, појава шећера у мокраћи (глукозурија) у два или висе узорака урина у току трудноће.
ОГТТ у дијагностици
Значај примене ОГТТ у раном дијагностиковању гестационог дијабетеса важна је због:
- Исхода трудноћене — јер овај тип шећерне болести, ако се не лечи адекватно, може да угрози здравље фетуса или мајке.
- Појаве шећерне болести тип 2 — која се јавља код 20-50% жена са гестационим дијабетесом у каснијем периоду живота.